# Граундуотер, Бет
Бет Граундуотер — американская писательница, автор двух романов в серии загадок о дизайнере подарочных корзин Клэр Хановер: «A Real Basket Case» и «To Hell in a Handbasket». Первый роман, опубликованный в марте 2007 года, был выдвинут на премию «Агата» за лучший первый роман 2007 года. Продолжение, «В ад в корзине», было опубликовано в мае 2009 года. Она пишет в жанре мистерии, а также написала несколько коротких рассказов.

## Писательская карьера
Впервые писать художественную литературу Граундуотер начала в пятом классе, а в старших классах сдала экстерном экзамен по английскому языку.. Она поступила в Колледж Вильгельма и Мэри и получила степень по психологии и информатике в 1978 году. Она работала на другой работе до 1999 года, а затем решила стать писателем.
Посетив несколько писательских собраний, она начала писать короткие рассказы. Семь из них были опубликованы, прежде чем она встретила литературного агента, который согласился опубликовать ее первый роман «Настоящий случай с корзиной». Он был опубликован в 2007 году и был выдвинут на премию «Агата» за лучший первый роман в 2007 году. Из ее рассказов восемь были опубликованы, а один был написан на фарси. Еще один из рассказов Грунтуотер был превращен в живую пьесу.

## Награды
Произведения Граундуотер были удостоены нескольких наград. Ее первый роман был выдвинут на соискание премии «Агата» за лучший первый роман в 2007 году. Короткие рассказы Грунтуотер также были отмечены наградами. Ее рассказ «Новая Зеландия» занял первое место в конкурсе 2003 года PPW Paul Gillette Memorial Writing Contest, а также стал победителем конкурса антологии коротких рассказов Rocky Mountain Fiction Writers. Рассказ «Flamingo Fatality» выиграл конкурс антологии коротких рассказов Great Manhattan Mysteries Conclave в 2005 году, а ее рассказ «Lucky Bear» занял первое место в конкурсе флэш-фантастики журнала Storyteller Magazine.